# Франческо дель Борго
Франческо дель Чера, прозванный Франческо дель Борго — «Франческо Деревенский» (итал. Francesco del Cera, Francesco di Benedetto Cereo da Borgo detto Francesco del Borgo, около 1415, Сансеполькро — 1468) — итальянский архитектор.
Родился в Борго-Сансеполькро около 1415 года. Его отцом был художник Бенедетто ди Антонио ди Маттео дель Чера. Биографические сведения об архитекторе скудны (первое упоминание о нём относится к 1441 году), однако он считается одной из самых важных фигур в римской строительной деятельности середины XV века.
На творчество Франческо дель Борго оказал влияние Леон Баттиста Альберти, а также общая атмосфера интереса к античности и классической архитектуре Древнего Рима, существовавшая в то время в среде итальянских гуманистов и римской курии, в частности при дворе Папы Пия II.
С 1460 года Франческо проектировал для Папы Пия II Лоджию Благословения собора Святого Петра, а также, с 1467 года, лоджию на фасаде церкви Сан-Марко для Папы Павла II. Для строительства, как было принято в те годы, брали камень из полуразрушенных древнеримских строений, в том числе из Колизея, но Франческо дель Борго при возведении лоджии использовал «римскую архитектурную ячейку» по образцу Колизея, которую позднее введёт в архитектуру римского классицизма XVI века Донато Браманте.
Франческо дель Борго приписывают важную роль в перестройке базилики Санта-Мария-Маджоре, строительстве эдикулы и оратория Сант-Андреа-а-Понте-Мильвио, а также перестройке Палаццо Венеция и, в частности, малого внутреннего двора (Il cortile del Palazzetto) с «аркадой по колоннам» как типично ренессансным переосмыслением классической ордерной системы.
Франческо проявлял интерес к математике, как и его соотечественник Пьеро делла Франческа (также уроженец Сансеполькро), с которым он встречался во время пребывания живописца в Риме. В период между 1457 и 1458 годами Франческо дель Борго копировал трактаты Евклида, Птолемея и Архимеда, а также алгебру аль-Хорезми, в рукописях, частично сохранившихся с собственными аннотациями и комментариями.